# Dyskografia Ashley Tisdale
Dyskografia Ashley Tisdale – amerykańskiej piosenkarki i aktorki składa się z trzech albumów studyjnych, jednej ścieżki dźwiękowej, dwóch EP oraz jedenastu singli. Przed rozpoczęciem kariery solowej, Tisdale zagrała jako Sharpay Evans w filmie Disney Channel High School Musical w 2006 roku. Na sile popularności, film stał się trylogią, tym samym wydając ścieżki dźwiękowe, w których Tisdale śpiewała. Ścieżka dźwiękowa do High School Musical z 2006 roku stała się najlepiej sprzedającym się albumem w Stanach Zjednoczonych tego roku. Z piosenkami „What I Been Looking For” i „Bop to the Top”, z obydwoma singlami z tej ścieżki dźwiękowej, stała się pierwszą artystką, która zadebiutowała dwoma utworami jednocześnie na amerykańskiej liście Billboard Hot 100.
W 2019 po dziesięciu latach premierę miał trzeci studyjny krążek zatytułowany Symptoms który jest całkowicie premierowym wydawnictwem od czasu płyty Guilty Pleasure. Album został wydany jedynie cyfrowo. Promują go dwa single „Voices in My Head” oraz „Love Me & Let Me Go”.

## Albumy studyjne
| Rok  | Album | Pozycje na listach | Pozycje na listach | Pozycje na listach | Pozycje na listach | Pozycje na listach | Pozycje na listach | Pozycje na listach | Pozycje na listach | Pozycje na listach | Pozycje na listach | Pozycje na listach | Pozycje na listach | Sprzedaż/certyfikaty                                                                             |
| Rok  | Album | US                 | CAN                | UK                 | GER                | SWI                | AUT                | EUR                | NZ                 | IR                 | SP                 | CHI                | MUN                | Sprzedaż/certyfikaty                                                                             |
| ---- | --- | ------------------ | ------------------ | ------------------ | ------------------ | ------------------ | ------------------ | ------------------ | ------------------ | ------------------ | ------------------ | ------------------ | ------------------ | ------------------------------------------------------------------------------------------------ |
| 2007 | Headstrong - Pierwszy album studyjny - Wytwórnia: Warner Records - Wydany dnia 6 lutego 2007 - Formaty: CD, digital download                                                                | 5                  | 45                 | 155                | 33                 | 98                 | 21                 | –                  | 22                 | 16                 | –                  | 6                  | 14                 | - Świat: 3,100,000 - USA: 700,000 - Niemcy: 210,000 - RIAA: Złoto                                |
| 2009 | Guilty Pleasure - Drugi album studyjny - Wytwórnia: Warner Records - Wydany dnia 7 czerwca 2009 - W Stanach Zjednoczonych premiera odbyła się 28 lipca 2009 - Formaty: CD, digital download | 12                 | 15                 | 130                | 9                  | 12                 | 7                  | 21                 | 27                 | 30                 | 9                  | 2                  | 27                 | - Świat: 2,000,000+ - USA: 500,000+ - Niemcy: 200,000+ - Brazylia: 100,000+ - Argentyna: 80,000+ |
| 2019 | Symptoms - Trzeci album studyjny - Wytwórnia: Big Noise - Wydany dnia 3 maja 2019 - Format: digital download                                                                                | 22                 | –                  | 52                 | 45                 | –                  | –                  | –                  | –                  | –                  | –                  | –                  | –                  |                                                                                                  |

## Albumy koncertowe
| Tytuł                            | Szczegóły                                                               |
| -------------------------------- | ----------------------------------------------------------------------- |
| High School Musical: The Concert | - Wydany: 26 czerwca 2007 - Wytwórnia: Walt Disney Records - Format: CD |

## Ścieżki dźwiękowe
| Rok  | Dane dot. albumu | Najwyższe pozycje na listach | Najwyższe pozycje na listach | Najwyższe pozycje na listach | Najwyższe pozycje na listach | Najwyższe pozycje na listach | Najwyższe pozycje na listach | Najwyższe pozycje na listach | Najwyższe pozycje na listach | Najwyższe pozycje na listach | Najwyższe pozycje na listach | Najwyższe pozycje na listach | Najwyższe pozycje na listach |
| Rok  | Dane dot. albumu | USA                          | AUS                          | AUT                          | KAN                          | FRA                          | GER                          | ITA                          | SWI                          | UK                           | NZ                           | PL                           | Certyfikaty |
| ---- | --- | ---------------------------- | ---------------------------- | ---------------------------- | ---------------------------- | ---------------------------- | ---------------------------- | ---------------------------- | ---------------------------- | ---------------------------- | ---------------------------- | ---------------------------- | --- |
| 2006 | High School Musical - Wydany: 10 stycznia 2006 - Wydawca: Walt Disney Records - Format: CD, digital download                      | 1                            | 1                            | 13                           | –                            | 6                            | 22                           | 2                            | 63                           | 1                            | 1                            |                              | - RIAA: 4x Platyna - ARIA: Platyna - BPI: 4x Platyna - BVMI: Platyna - IFPI AUT: Platyna - MC: Platyna - SNEP: Złoto - ZPAV: Złoto          |
| 2007 | High School Musical 2 - Wydany: 14 sierpnia 2007 - Wytwórnia: Walt Disney Records - Format: CD, digital download                  | 1                            | 4                            | 2                            | 1                            | 12                           | 5                            | 1                            | 6                            | 1                            | 3                            | 2                            | - RIAA: 3x Platyna - ARIA: Platyna - BPI: 2x Platyna - BVMI: Platyna - IFPI AUT: Platyna - MC: 2x Platyna - IFPI SWI: Złoto - ZPAV: Platyna |
| 2008 | High School Musical 3: Senior Year - Wydany: 21 października 2008 - Wytwórnia: Walt Disney Records - Format: CD, digital download | 2                            | 4                            | 1                            | 2                            | 6                            | 3                            | 1                            | 6                            | 1                            | 1                            | 2                            | - RIAA: Platyna - ARIA: Platyna - BPI: Platyna - BVMI: Platyna - IFPI AUT: Platyna - MC: 2x Platyna - IFPI SWI: Złoto - ZPAV: Platyna       |
| 2009 | Phineas and Ferb - Wydany: 22 września 2009 - Wytwórnia: Walt Disney Records - Format: CD, digital download                       | 59                           | –                            | –                            | –                            | –                            | –                            | –                            | –                            | –                            | –                            | 6                            | |
| 2011 | Sharpay’s Fabulous Adventure - Wydany: 22 września 2009 - Wytwórnia: Walt Disney Records - Format: CD, digital download           | –                            | –                            | –                            | –                            | –                            | –                            | –                            | –                            | –                            | –                            | –                            | |

### Wideo albumy
| Tytuł                          | Szczegóły                                                                               |
| ------------------------------ | --------------------------------------------------------------------------------------- |
| There's Something About Ashley | - Wydany: 6 listopada 2007 - Wytwórnia: Warner Bros. - Sprzedaż: 450 tys. - Format: DVD |

## Minialbumy
| Rok  | Dane dot. albumu |      |                                                                                                  |
| ---- | --- | ---- | ------------------------------------------------------------------------------------------------ |
| Rok  | Dane dot. albumu | 2008 | Degree Girl: OMG! Jams - Wydany: 1 lipca 2008 - Wydawca: Warner Bros. - Format: digital download |
| 2018 | Music Sessions, Vol.1 - Wydany: 16 lutego 2018 - Wytwórnia: Wydane samodzielnie - Format: digital download, Media strumieniowe |      |                                                                                                  |

## Single
| Rok  | Singel                  | Album           | Pozycje na listach | Pozycje na listach | Pozycje na listach | Pozycje na listach | Pozycje na listach | Pozycje na listach | Pozycje na listach | Pozycje na listach | Pozycje na listach | Pozycje na listach | Pozycje na listach |
| Rok  | Singel                  |                 | US                 | Pop 100            | CAN                | GER                | AUT                | SWI                | WW                 | BRA                | CHI                | EU                 | BRA Hit Parade     |
| ---- | ----------------------- | --------------- | ------------------ | ------------------ | ------------------ | ------------------ | ------------------ | ------------------ | ------------------ | ------------------ | ------------------ | ------------------ | ------------------ |
| 2006 | „Kiss the Girl”         |                 | 81                 | 74                 | –                  | –                  | –                  | –                  | –                  | 32                 | –                  | –                  | –                  |
| 2006 | „Be Good to Me”         | Headstrong      | 80                 | 68                 | –                  | 57                 | 67                 | –                  | –                  | 6                  | 1                  | –                  | 1                  |
| 2007 | „He Said She Said”      | Headstrong      | 58                 | 41                 | 62                 | 17                 | 21                 | –                  | 31                 | 17                 | 7                  | 65                 | 3                  |
| 2008 | „Not Like That” [A]     | Headstrong      | –                  | –                  | –                  | 20                 | 31                 | 27                 | –                  | 20                 | 23                 | 68                 | 55                 |
| 2008 | „Suddenly” [A]          | Headstrong      | –                  | –                  | –                  | 45                 | –                  | –                  | –                  | 37                 | –                  | –                  | –                  |
| 2009 | „It’s Alright, It’s OK” | Guilty Pleasure | 99                 | 74                 | 71                 | 12                 | 5                  | 30                 | 48                 | 15                 | 20                 | 38                 | 1                  |
| 2009 | „Crank It Up”           | Guilty Pleasure | –                  | –                  | –                  | 19                 | 22                 | –                  | –                  | 10                 | 45                 | 66                 | 10                 |
| 2018 | "Voices in My Head”     | Symptoms        | –                  | –                  | –                  | –                  | –                  | –                  | –                  | –                  | –                  | –                  | –                  |
| 2019 | „Love Me & Let Me Go”   | Symptoms        | –                  | –                  | –                  | –                  | –                  | –                  | –                  | –                  | –                  | –                  | –                  |
| 2020 | "Lemons”                |                 | –                  | –                  | –                  | –                  | –                  | –                  | –                  | –                  | –                  | –                  | –                  |

Adnotacje
- A ^ Wydany jedynie w Europie.

### Inne notowane piosenki
| 2007 | „Headstrong”      | 112 | – | –  | –  |
| 2007 | „So Much for You” | –   | – | 81 | 15 |
| 2009 | „Overrated”       | 103 | – | –  | –  |
| 2009 | „What If”         | 101 | – | –  | –  |

## Soundtrack

### Inne
| Rok  | Piosenka                                                               | Album                                                               |
| ---- | ---------------------------------------------------------------------- | ------------------------------------------------------------------- |
| 2005 | „A Dream Is a Wish Your Heart Makes” (z pozostałymi gwiazdami Disneya) | Kopciuszek (Dwupłytowa edycja specjalna DVD) / DisneyMania 4 (2006) |
| 2006 | „Some Day My Prince Will Come” (featuring Drew Seeley)                 | DisneyMania 4                                                       |
| 2006 | „What I’ve Been Looking For”                                           | High School Musical                                                 |
| 2006 | „Bop to the Top”                                                       | High School Musical                                                 |
| 2006 | „Stick To The Status Quo”                                              | High School Musical                                                 |
| 2006 | „We’re All In This Together”                                           | High School Musical                                                 |
| 2007 | „Fabulous”                                                             | High School Musical 2                                               |
| 2007 | „What Time Is It?”                                                     | High School Musical 2                                               |
| 2007 | „You Are The Music In Me”                                              | High School Musical 2                                               |
| 2007 | „Everyday”                                                             | High School Musical 2                                               |
| 2007 | „All For One”                                                          | High School Musical 2                                               |
| 2007 | „Humuhumunukunukuapua’a”                                               | High School Musical 2                                               |
| 2008 | „Shadows Of The Night”                                                 | Picture This                                                        |
| 2008 | „Now or Never”                                                         | High School Musical 3: Ostatnia klasa                               |
| 2008 | „I Want It All”                                                        | High School Musical 3: Ostatnia klasa                               |
| 2008 | „A Night To Remember”                                                  | High School Musical 3: Ostatnia klasa                               |
| 2008 | „Senior Year Spring Musical”                                           | High School Musical 3: Ostatnia klasa                               |
| 2008 | „High School Musical”                                                  | High School Musical 3: Ostatnia klasa                               |
| 2011 | „Gonna Shine”                                                          | Sharpay’s Fabulous Adventure                                        |
| 2011 | „My Boi And Me”                                                        | Sharpay’s Fabulous Adventure                                        |
| 2011 | „New York’s Best Kept Secret”                                          | Sharpay’s Fabulous Adventure                                        |
| 2011 | „The Rest Of My Life”                                                  | Sharpay’s Fabulous Adventure                                        |

## Teledyski
| Rok  | Piosenka                           | Album                        | Reżyser         |
| ---- | ---------------------------------- | ---------------------------- | --------------- |
| 2006 | "Kiss The Girl"                    | DisneyMania 5                | –               |
| 2007 | "Be Good to Me"                    | Headstrong                   | Kenny Ortega    |
| 2007 | "He Said She Said"                 | Headstrong                   | Scott Speer     |
| 2007 | „Not Like That”                    | Headstrong                   | Scott Speer     |
| 2007 | "Suddenly”                         | Headstrong                   | Scott Speer     |
| 2008 | "Be Good to Me" (Wersja niemiecka) | Headstrong                   | Ashley Tisdale  |
| 2009 | "It’s Alright, It’s OK"            | Guilty Pleasure              | Scott Speer     |
| 2009 | "Crank It Up"                      | Guilty Pleasure              | Scott Speer     |
| 2009 | "Love Drunk"                       | Love Drunk                   | Travis Kopach   |
| 2011 | "Gonna Shine"                      | Sharpay’s Fabulous Adventure | Michael Lembeck |

## Trasy koncertowe
| Lata      | Liczba występów | Tytuł                            |  |
| --------- | --------------- | -------------------------------- |  |
| 2006-2007 | 51              | High School Musical: The Concert |  |
| 2007      | 10              | Headstrong Tour Across America   |  |
| 2009      | 22              | Guilty Pleasure Live             |  |